# مصنع ظفار للصناعات الدوائية
مصنع ظفار للصناعات الدوائية؛ أحد مخرجات مختبر الاستثمار في القطاع الصحي بسلطنة عُمان، افتتحته وزارة الصحةالعُمانية في ديسمبر 2022م بالتعاون مع البرنامج الوطني للاستثمار وتنمية الصادرات (نزدهر)، وبدعم من وحدة متابعة تنفيذ رؤية "عُمان 2040".
المشروع متخصص بتصنيع المحاليل الوريدية، ومحاليل الغسل الكلوي باستخدام تقنيات ألمانية بأعلى معايير الجودة العالمية، ويسعى المصنع إلى تزويد السوق العُماني والدولي بالأدوية الفاعلة والآمنة، باستخدام أفضل مواد التصنيع مع الالتزام بمعايير الجودة الصحية في سلطنة عُمان

## مميزاته
يعد المصنع الأول من نوعه في سلطنة عُمان، ويبلغ حجم إنتاجه السنوي (15) مليون وحدة من المحاليل الوريديّة، و(2.3) مليون وحدة من محاليل الغسل الكِلوي، ويأمل أن لبي طلب القطاعات الصحية من تلك المحاليل والتي تقدّر بـ 5 ملايين وحدة سنويًّا، ويسعى إلى استيعاب الكفاءات الوطنية.

## وصلات خارجية
- بنك نزوى يمول مصنع ظفار للصناعات الدوائية
- باستثمار «15» مليون ريال عماني.. افتتاح مصنع ظفار للصناعات الدوائية
- افتتاح مصنع للصناعات الدوائية في صلالة